# Inde française
 (novembre 2018).
Si vous disposez d'ouvrages ou d'articles de référence ou si vous connaissez des sites web de qualité traitant du thème abordé ici, merci de compléter l'article en donnant les références utiles à sa vérifiabilité et en les liant à la section « Notes et références ».
Pour les articles homonymes, voir EFI.
1668 – 1954

Entités suivantes :
- Raj britannique
- Inde
- Territoire de Pondichéry

L'Inde française regroupe différentes possessions coloniales françaises en Inde entre 1668 et 1954. À partir de 1816, elles portent le nom d'Établissements français dans l'Inde (EFI) et incluent Pondichéry, Karikal et Yanaon sur la côte de Coromandel, Mahé sur la côte de Malabar et Chandernagor au Bengale.
Le premier comptoir est installé à Surate en 1668 par la Compagnie française des Indes orientales, puis c'est le tour de Pondichéry en 1673, de Chandernagor en 1686, de Mahé en 1721, de Yanaon en 1725 et de Karikal en 1739, constitués en districts d'un même territoire, auxquels s'ajoutent les comptoirs (ou loges) de Balasore, Cassimbazar, "Yougdia" (près de Sandwip), Dacca, Patna, Machilipatnam (Masulipatam), Kozhikode (Calicut) et Surate.
L'apogée de l'Inde française se situe vers 1750, sous Dupleix (1697-1763), pendant le règne de Louis XV, où la France gère des colonies, sur la côte de Coromandel (séparées par Madras, colonisée par les Anglais), et des protectorats avec des statuts divers dans l'intérieur des terres (dont Hyderabad, une grande partie du Deccan, etc.). Avec la bataille de Plassey (1757), le royaume de France commence à perdre ses possessions en Inde, pendant la guerre de Sept ans, et ces pertes sont actées par le traité de Paris, en 1763, après lequel la France ne conserve plus que cinq comptoirs en Inde.
En 1936, la population est estimée à 298 851 habitants (la grande majorité étant constituée d'indigènes), dont 187 870 (63 %) pour Pondichéry, dont 70 français permanents (administrateurs, négociants, et religieux) et un peu moins de 130 occidentaux d'origine européenne (dont Britanniques), américaine ou australienne.
Chandernagor est cédé à l'Inde dès 1950, le reste devenant indien en 1954. La superficie de ces possessions est alors de 492 kilomètres carrés en 1954 (contre 510 kilomètres carrés, en 1949, avec Chandernagor), dont 293 km2 pour Pondichéry.

## Histoire
La France est la dernière puissance maritime européenne du XVIIe siècle à fonder une compagnie des Indes orientales pour commercer avec l’Orient. Alors que les compagnies anglaise et néerlandaise des Indes orientales sont fondées en 1600 et 1602 respectivement, la Compagnie française des Indes orientales n'est formée qu’une soixantaine d’années plus tard. En 1626, Richelieu tente bien de « faire de grandes Compagnies » pour commercer avec les autres continents et sous son impulsion des compagnies plus ou moins actives voient le jour pour commercer avec l’Afrique et l’Amérique mais, face à la grande réticence des négociants des villes portuaires, son projet échoue complètement en ce qui concerne l’Orient. Il revient finalement à Colbert en 1664 de créer d’autorité la Compagnie française des Indes Orientales afin de « procurer au royaume l’utilité du commerce des Indes et empêcher que les Anglais et les Hollandais n’en profitassent seuls ». Le Roi, qui nomme tous les directeurs, est le premier actionnaire de la nouvelle compagnie dont les assemblées et les activités sont et restent étroitement contrôlées par l’État.

### Expansion auXVIIIesiècle
En 1667, la Compagnie envoie une expédition commandée par François Caron, accompagné de l'Arménien persan Marcara Avanchiz, qui rejoint Surate en 1668 et y établit la première factorerie française en Inde,.
En 1669, Marcara réussit à établir une autre factorerie à Masulipatam[réf. nécessaire]; les chofelins, les Arméniens de Marseille, importent la technique des « indiennes de Masulipatnam », et vont contribuer à l'Histoire des indiennes de coton en Europe, en l'enseignant aux maîtres cartiers de la ville. En 1672, Saint-Thomas[pas clair] (San Thomé aujourd'hui dans Madras) est prise par les Français de l'escadre de Perse commandée par Jacob Blanquet de la Haye, mais ils en sont chassés par les Néerlandais. Chandernagor est établie en 1692, avec la permission du nawab Shaista Khan, le gouverneur moghol du Bengale. En 1673, les Français acquièrent la zone de Pondichéry du qiladar de Valikondapuram, Sher Khan Lodi (Chircam Loudy) sous l'autorité du sultan de Bijapur. Vers 1720, les Français perdent leurs factoreries de Surate, Masulipatam et Bantam au profit des Britanniques.
Le 4 février 1673, Bellanger de L'Espinay, un officier français de l'escadre de Perse, prend résidence dans la loge danoise de Pondichéry : c'est le début de la période française de Pondichéry. En 1674, François Martin, le premier gouverneur, commence la construction de la ville et sa transformation d'un port de pêche en un port important. Les Français sont alors en conflit constant avec les Néerlandais et les Britanniques. En 1693, les Néerlandais prennent et fortifient Pondichéry. Les Français regagnent la ville en 1699 par le traité de Ryswick signé le 20 septembre.
Jusqu'en 1741, les objectifs français — comme britanniques — sont purement commerciaux. Durant cette période la Compagnie française des Indes orientales acquiert pacifiquement Yanaon (Yanam), Mahé et Karikal en 1739.

### Apogée
Au début du XVIIIe siècle, la ville de Pondichéry est dotée d'un plan en damier et s'accroît considérablement. Des gouverneurs comme Pierre-Christophe Lenoir (1726-1735) et Pierre-Benoît Dumas (1735-1741) agrandissent la ville. Les Français étendent leur influence à la cour du nawab du Bengale et augmentent leur volume de commerce dans ce pays.
L'expansion de l'Inde française commence vers 1740 et dure jusqu'au départ de gouverneur Dupleix en 1754.
De 1747 à 1753, la majeure partie de la péninsule indienne au sud de la plaine indo-gangétique est tombée dans la mouvance française. L'ensemble de la superficie est égale à deux fois la France, et est peuplée d'environ 30 millions d'habitants.

### Déclin

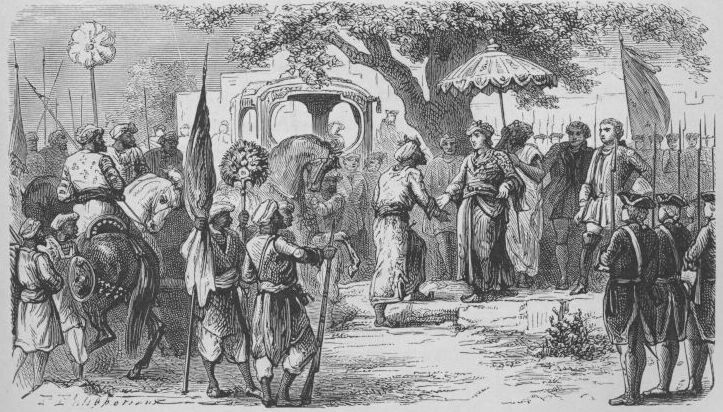
Dupleix rencontre le soudhabar du Deccan.

Lors de la Guerre de Sept Ans, la Compagnie nomme comme gouverneur général Lally-Tollendal avec pour mission de défendre les comptoirs contre les Anglais.
Après un siège de cinq mois, il capitule à Pondichéry.
Au Traité de Paris de 1763, la France récupère tous les territoires qu'elle possédait en 1749, mais renonce à ses conquêtes postérieures.
Le privilège de la Compagnie est supprimé en 1769. Une nouvelle Compagnie est créée en 1785.

### DuXIXesiècleauXXesiècle
Les 5 comptoirs sont tous occupés par les Britanniques sous la révolution française et l'Empire, soit entre 1793 à 1816. La France ne reprend possession des comptoirs qu'à partir du début de l'année 1817, avec l'arrivée d'un gouverneur et d'un administrateur.
En 1816, après la fin des guerres napoléoniennes, les cinq établissements de Pondichéry, Chandernagor, Karikal, Mahé et Yanaon ainsi que les loges de Machilipatnam, Kozhikode et Surate sont rendus à la France. Cependant Pondichéry a perdu beaucoup de sa gloire passée et Chandernagor perd de son importance commerciale au profit de Calcutta.

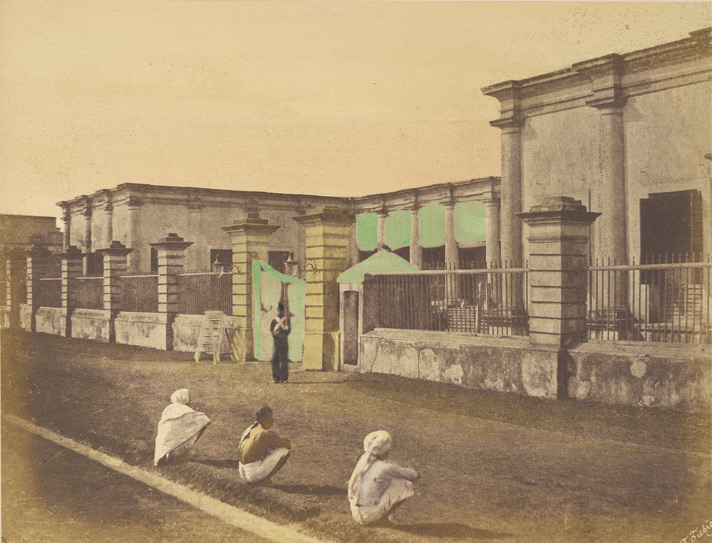
Vue de Chandernagor au milieu du XIXe siècle.

À partir de 1868, les Français abandonnent tout espoir de reconquêtes en Inde, et se tournent vers l'Indochine, où ils font la conquête de Saïgon et de la Cochinchine.
Après 1870, et surtout, à partir de 1883, l'attention des Français en Asie se tourne pratiquement exclusivement vers la construction de l'Indochine Française. Les comptoirs français sont dès lors vus comme un « boulet » par l'administration coloniale française, qui souhaitait plutôt placer l'argent de la gérance des comptoirs français en Inde en Indochine Française, pour consolider le nouvel espace colonial. Un échange des comptoirs était souhaité, mais n'aboutit pas. Une cession de facto des comptoirs était envisagée, mais en 1905 et 1906, avec l'entente cordiale, et l'alliance des Français avec les Britanniques, les Français vont faire le choix de rester symboliquement en Inde.
À la même époque, et depuis 1919, les Britanniques étaient confrontés à des vagues de nationalisme, en Inde, qui demandaient l'indépendance et le départ immédiat des Anglais. Le leader indépendantiste pacifiste Gandhi commence à être connu. Les Britanniques refusaient le départ des Français, et un éventuel abandon des comptoirs français, ce qui aurait été vu comme un acte de faiblesse des Européens, et ceci aurait accentué le nationalisme indien. Mais pour le ministère des Colonies français, les problèmes vont rester les mêmes, et ces comptoirs vont toujours coûter aussi cher à administrer, alors que cet argent pouvait servir en Indochine, qui à la même époque, aussi, commençait à connaître des mouvements nationalistes. Avec la crise économique des années 1930, le ministère des Colonies constate que le statut de zone franche des comptoirs ne va favoriser que quelques Européens fortunés, majoritairement Britanniques, ou Américains, ce statut n'apportant strictement rien à la métropole, alors qu'en 1940 les Japonais menaçaient d'envahir l'Indochine française.

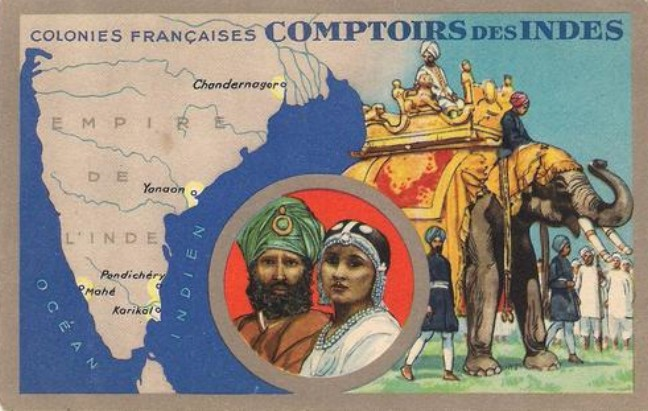
Carte à échanger représentant les « Comptoirs des Indes » (1920).

Entre 1900 et 1940, les comptoirs français en Inde, dont surtout Chandernagor, vont voir les séjours de nombreux nationalistes indiens, dont par exemple : Charu Chandra Roy, Sarala Devi Ghosal, et Aurobindo Ghosh. L'asile des nationalistes indiens par les autorités coloniales françaises était l'un des rares aspects où l'on pouvait déceler la souveraineté française en ces enclaves, quand de nombreux observateurs ou visiteurs voyaient une présence symbolique de la France une présence de façade, ou sa quasi-absence en Inde.
Sous l'influence du gouverneur Louis Bonvin, l'Inde française se rallie dès 1940 à la France libre. Elle devient territoire d’outre-mer en 1946.
Quand l'Inde devint indépendante en 1947, la France se trouva dans un douloureux jeu de géopolitique : si elle restituait immédiatement les 5 comptoirs à l'Inde, elle n'allait que renforcer la position des nationalistes en Indochine, qui se battaient pour leur indépendance. En conservant les 5 comptoirs, elle se mettait à dos non seulement l'Inde, mais aussi les États-Unis, la Chine, ainsi que de nombreux pays des Nations unies. Si elle conservait les 5 comptoirs, c'était pour montrer qu'elle restait une grande puissance mondiale, même si les cartes étaient en train de changer.[réf. nécessaire].

## Le mythe de «notre immense empire des Indes»
Dès le milieu du XIXe siècle se cristallise en France la croyance que les cinq comptoirs récupérés en 1816 n’étaient que les lambeaux de l'immense empire jadis acquis par Dupleix. « Notre immense empire des Indes se réduisait à cinq comptoirs » écrivait Paul Leroy-Beaulieu. Un atlas des années 1930 les qualifie  de « reliques du grand empire colonial que la France avait créé dans l'Inde au XVIIIe siècle ». Plus récemment, un historien de l'Inde française après 1815 qualifie ces petites enclaves de  « débris d'un empire »  et  de « derniers vestiges d'un immense empire à jamais perdu ». Pourtant la France n'a jamais possédé dans l'Inde beaucoup plus que les cinq comptoirs. L’historien et archiviste Alfred Martineau, qui fut gouverneur de l'Inde française, fait remarquer au sujet de la cession du commandement de la côte du Carnatic à Dupleix en 1750, qu'elle « n'entraînait pas le droit de l'exercice de la souveraineté, ainsi que l'ont écrit presque tous les historiens; Dupleix ne devenant en réalité que le lieutenant, ou naëb, du soubab; celui-ci conservait le pouvoir éminent et pouvait à sa convenance retirer sa délégation ». Philippe Haudrère, spécialiste de l'histoire de la Compagnie française des Indes, fait remarquer à son tour que si « Dupleix mène une grande politique visant à contrôler un vaste territoire, il s'agit bien de contrôle et non d'annexion, ni même de protectorat; c’est un ensemble compliqué reposant sur une série de traités et d'alliances et sur l'installation de garnisons commandées par des officiers français. [...] C'est un système très souple de caractère presque féodal ». 
Malgré ces mises au point par des historiens de renom, on continue à enseigner dans les manuels scolaires qu'avec le Traité de Paris de 1763, la France « perdait le Canada et l'Inde ». À cet égard, Gabriel Piesse fait observer que l'époque la plus fastueuse de l'Inde française, celle de Dupleix et de Bussy « contribua à placer Pondichéry dans l'inconscient collectif du peuple français, plus en fonction de la grandeur de ses rêves que l'éclat de la réalité. De l'épopée de Dupleix, il reste un songe : au XVIIIe siècle, l'Inde a failli être française... ».

## Intégration à l'Inde
Les Établissements sont alors insignifiants en ce qui concerne la population et le territoire par rapport à l'Inde. Dispersés sur les côtes du pays, leurs frontières avec l'Inde devenue indépendante ne sont pas nettes et leurs capacités de résistance militaire si l'Inde avait souhaité les annexer sont faibles voire nulles. Le ralliement du Parti socialiste des Établissements, et notamment d'Édouard Goubert, maire de Pondichéry, joue également un rôle important dans l'intégration.
Les loges sont cédées à l'Inde dès octobre 1947.
Un accord entre la France et l'Inde en 1948 permet un vote dans les possessions françaises afin que celles-ci déterminent leur avenir.
L'administration de Chandernagor est cédée à l'Inde le 2 mai 1950 avant que la ville intègre le Bengale-Occidental le 2 octobre 1955.
Le 18 mars 1954, les membres de l'exécutif municipal, le maire de Pondichéry et sept communes attenantes proclament leur décision de fusionner avec l'Union indienne sans passer par un référendum. Toutes les communes de Karikal font de même. Cette décision devait être confirmée par l'Assemblée représentative, mais au moment où les membres du Parti socialiste de l'Inde française veulent passer cette résolution au vote, le gouverneur ajourne la séance. Les dirigeants socialistes décident de prendre les communes avoisinantes l'une après l'autre puis de revenir à Pondichéry. Suivant ce plan, des dirigeants du parti socialiste hissent le drapeau national indien sur le poste de police de Nettapakkam le 31 mars 1954 et y installent un gouvernement provisoire.
Dans la nuit du 11 avril 1954, à la conférence de Kandamangalam, le consul général indien, Kewal Singh, conclut que « pour libérer les colonies, il faudrait attaquer l'un des quatre principaux Établissements français » puisque les Français se moquent du gouvernement provisoire installé à Nettapakkam. Suivant son idée, le consul demande à M. Dadala de préparer un plan pour la libération de Yanaon, dont la population et la superficie sont modestes. Cela aboutit au coup d'État de Yanaon.
Un piquet de grève du mahajana sabha sous la direction d'I. K. Kumaran à Mahé, le 16 juin 1954 force l'administrateur colonial à remettre la ville à ses habitants.
En novembre 1954, les quatre établissements de Pondichéry, Karikal, Mahé et Yanaon sont transférés de facto à l'Inde. L'intégration de jure des établissements à l'Inde a lieu en 1956. En raison du caractère sensible de cette cession, alors que la France traverse les fortes turbulences de la décolonisation, ce n'est qu'en 1962, au moment où survient l'indépendance de l'Algérie, que la cession devient effective en droit français lorsque l'Assemblée nationale ratifie le traité de 1956. L'Inde attend jusqu'à 1963 avant de créer le Union Territory of Pondicherry (Territoire de Pondichéry) englobant les 4 anciens établissements français.
| Établissement | Indépendance    | Referendum      | Transfert de facto | Traité de cession | Ratification | Fusion                                                       |
| ------------- | --------------- | --------------- | ------------------ | ----------------- | ------------ | ------------------------------------------------------------ |
| Pondichéry    | -               | 18 Octobre 1954 | 1er novembre 1954  | 28 mai 1956       | 16 août 1962 | 1er juillet 1963 (rattachement au territoire de Pondichéry)  |
| Chandernagor  | -               | 19 Juin 1949    | 2 mai 1950         | 2 février 1951    | 9 juin 1952  | 2 octobre 1954 (rattachement à l’État du Bengale-Occidental) |
| Karikal       | -               | 18 Octobre 1954 | 1er novembre 1954  | 28 mai 1956       | 16 août 1962 | 1er juillet 1963 (rattachement au territoire de Pondichéry)  |
| Mahé          | 15 juillet 1954 | -               | 1er novembre 1954  | 28 mai 1956       | 16 août 1962 | 1er juillet 1963 (rattachement au territoire de Pondichéry)  |
| Yanaon        | 13 juin 1954    | -               | 1er novembre 1954  | 28 mai 1956       | 16 août 1962 | 1er juillet 1963 (rattachement au territoire de Pondichéry)  |

## Administration

### Directeurs généraux de la Compagnie[20]
- François Caron, 1668-1673
- Louis Auguste Bellanger de L'Espinay, 1673-1674
- François Martin, 1674-1675, puis 1675-1681 et 1686-1693
- François Baron, 1675
- Pierre Deltor, 1681-1686

### Liste des gouverneurs

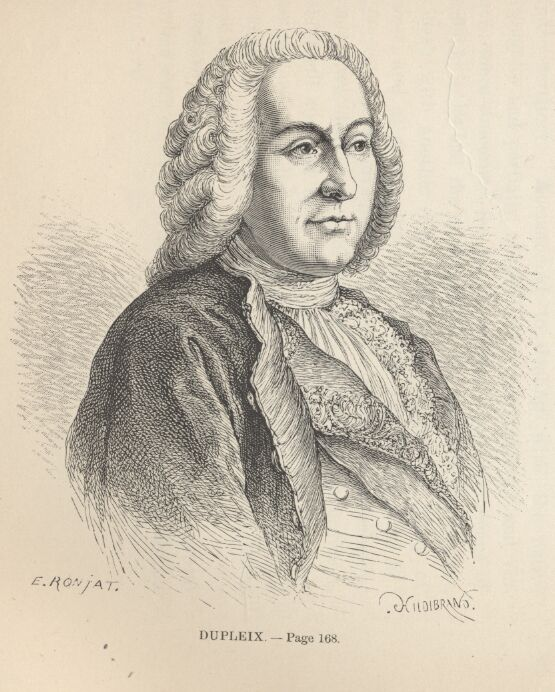
Joseph François Dupleix (dessin de E. Ronja extrait de L’Histoire de France depuis les temps les plus reculés jusqu’en 1789 de François Guizot

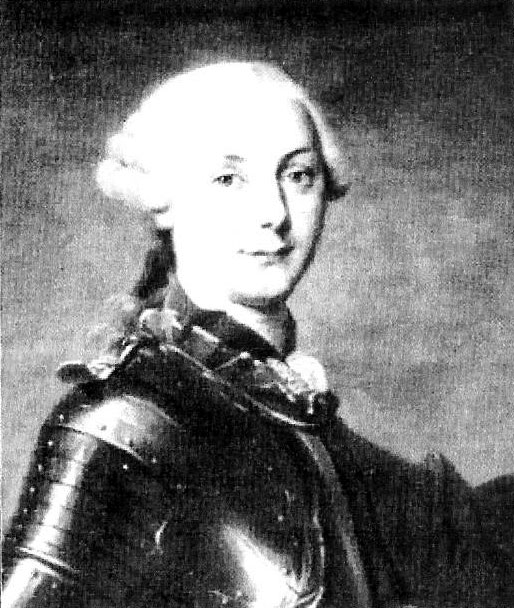
Charles de Bussy de Castelnau

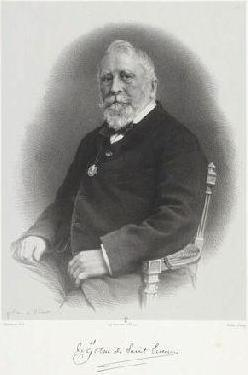
Marquis de Saint-Simon par Disderi

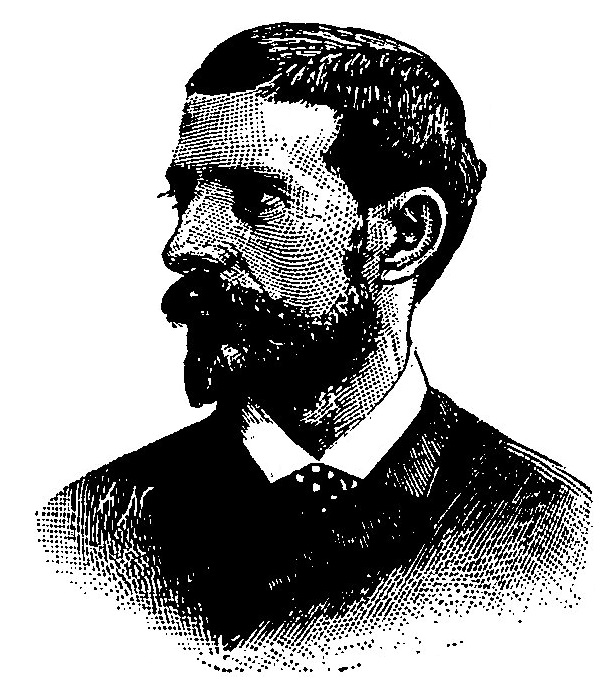
Alfred Martineau (D'après Marius dans L'Univers illustré 1889) BnF

- François Martin, 1699 - 31 décembre 1706
- Pierre Dulivier, janvier 1707
- Guillaume-André Hébert, 1708
- Pierre Dulivier, 1712
- Louis-Estienne de Pilavoine, 1713
- Guillaume-André Hébert, 1717
- Pierre André Le Prévost, 1718
- Pierre-Christophe Lenoir, 1721
- Joseph Beauvollier de Courchant, 1723
- Pierre-Christophe Lenoir, 1726
- Pierre-Benoît Dumas, 1734
- Alexandre Le Gou, 1741
- Joseph François Dupleix des Gardes, 1742
- Charles Robert Godeheu de Zaimont (par intérim), 1754
- Georges Duval de Leyrit, 1754
- Thomas Arthur comte de Lally-Tollendal, 1758
- Jean Law de Lauriston, 1765
- Antoine Boyellau, 1766
- Jean Law de Lauriston, 1767
- Guillaume Léonard de Bellecombe, 1777
- Charles Joseph Pâtissier de Bussy, marquis de Castelnau, 1783
- François, vicomte de Souillac, 1785
- David Charpentier de Cossigny, 1785
- Thomas Conway, 1787
- Camille-Charles Le Clerc de Fresne, 1789
- Dominique Prosper de Chermont, 1793
- Charles-Mathieu-Isidore Decaen, 1802
- André-Julien Dupuy, 1816
- Joseph Cordier, 1825
- Eugène Panon Desbassyns de Richemont, 1826
- Joseph Cordier, 1828
- Auguste Jacques Nicolas Peureux de Mélay, 1829
- Henri-Jean-Victor de Rouvroy de Saint-Simon, 1835
- Paul de Nourquer du Camper, 1840
- Louis Pujol, 1844
- Hyacinthe Marie de Lalande de Calan, 1849
- Philippe Achille Bédier, 1851
- Raymond de Verninac Saint-Maur, 1852
- Alexandre Durand d'Ubraye, 1857
- Napoléon Joseph Louis Bontemps, 1863
- Antoine-Léonce Michaux, 1871
- Pierre Aristide Faron, 1871
- Adolphe Trillard, 1875
- Léonce Laugier, 1879
- Théodore Drouhet, 1881
- Étienne Richaud, 1884
- Édouard Manès, 1886
- Georges Jules Piquet, 28 septembre 1888
- Louis Hippolyte Marie Nouet, 1889
- Clément Thomas, 1891
- Louis Girod, 1896
- François Pierre Rodier (en), 1898
- Louis Pelletan (en) (par intérim), 1902
- Victor Lanrezac (en), 1902
- Philema Lemaire, 1904
- Joseph Pascal François (en), 1905
- Gabriel Angoulvant, 1906
- Adrien Bonhoure, 1908
- Fernand Lévecque, 1909
- Alfred Martineau, 1910
- Pierre Louis Alfred Duprat, 1911
- Alfred Martineau, 1913
- Pierre Etienne Clayssen (par intérim),1918
- Louis Gerbinis (en), 1919
- Henri Lagroua (par intérim), 1926
- Pierre Didelot, 1926
- Robert de Guise, 1928
- Adrien Juvanon (en), 1931
- Léon Solomiac, 1934
- Horace Crocicchia, 1936
- Louis Bonvin, 1938
- Roger Bachmann, 1940
- Nicolas Ernest Marie Maurice Jeandin (en), 1945
- Charles François Marie Baron (en), 1946
- Jean-Georges Chambon, 1949
- André Ménard (en), 1950
- Georges Escargueil, avril 1954 - novembre 1954

### Défense et police
La défense et la police des établissements sont d’abord assurées par un corps de miliciens indiens, les cipayes, dissous en 1907 et remplacé par une gendarmerie locale, qui prend en 1943 le nom de « Forces publiques de l’Inde », composée d’une section de gendarmes auxiliaires indigènes et d’une compagnie de cipayes.
Les membres de cette force étaient récompensés par la Médaille d’honneur des Forces publiques de l’Inde.

## Représentations

### Chanson
Dans Chandernagor, chanson aux connotations érotiques, le chanteur Guy Béart évoque les cinq comptoirs français de l'Inde, un par couplet en suivant la côte de Chandernagor à Mahé.

### Cinéma
Dans le film Le Retour du héros (2018), le protagoniste se démène pour faire croire à ses proches qu’il a servi à Pondichéry.
"Rani" est une mini-série télévisée française en 8 épisodes de 52 minutes, réalisée par Arnaud Sélignac et diffusée à partir du 14 décembre 2011 sur la chaîne France 2. Avant d'être diffusée en France, la série l'a été en Belgique, sur La Une, à partir du 27 août 2011.
La série est basée sur un scénario original de Jean Van Hamme. La série raconte les aventures d'une  une jeune femme belle, insoumise et sensuelle, qui, en 1743, est condamnée pour un meurtre qu'elle n'a pas commis, et envoyée aux Indes françaises, où elle est vendue aux enchères à une maison de prostitution. Dans la suite, Le conflit anglo-français pour le contrôle des Indes, lors de la guerre de Sept Ans est longuement évoqué.

### Littérature
L'Inde française a suscité peu de chefs-d'œuvre littéraires, du moins chez les écrivains français. Pourtant, dès le début du XVIIIe siècle, des récits d'aventuriers, plus ou moins romancés, sont imprimés. Au début du XIXe siècle, des chaires de sanscrit et d'histoire de l'Inde ouvrent à Paris, tandis qu'Alfred Assolant, avec ses Aventures (merveilleuses mais authentiques) du capitaine Corcoran publiées en 1867 connaît un succès de librairie retentissant qui évoque à peine l'Inde française, auquel répond Jules Verne, dix ans plus tard, avec Les Indes noires, qui lui, situe entièrement l'action en Écosse. Avec L'Inde (sans les Anglais) (1903), Pierre Loti compose l'un des premiers récits de voyage moderne. En 1912, Alfred Martineau fonde la Revue historique de l’Inde française, (1916-1936, tome I-VI) et dresse l'inventaire des archives des comptoirs français depuis l'origine, qui suscite chez le journaliste Claude Farrère une analyse, qu'il conclut par un « nous avons perdu l’Inde parce que, tout bien réfléchi, nous ne tenions pas à la gagner » (L'Inde perdue, 1935). Dans la foulée, apparaissent deux types de récits fictionnels : des romans d'imagination d'un côté, souvent assez délirants et xénophobes, et de l'autre des textes nourris par une expérience réelle de l'Inde et des établissements français. Les auteurs sont peu nombreux, citons : Maurice Magre, qui y vécut dix ans, Francis de Croisset, assez mondain, Maurice Dekobra qui l'exploite dans un registre d'aventure sulfureuse, ou Henri Michaux avec Un barbare en Asie, sans parler de René Daumal, reporter atypique.